# لی ال
لی ال (انگلیسی: Lee El؛ زادهٔ ۲۶ اوت ۱۹۸۲) بازیگر اهل کره جنوبی است. از فیلم‌ها یا برنامه‌های تلویزیونی که وی در آن نقش داشته‌است می‌توان به بلک، وقتی شیطان نامت را فرا می‌خواند و خاطرات رهایی من اشاره کرد.